# Graph (U-Boot)
HMS Graph war ein von den Briten erobertes U-Boot des deutschen Typs VII C. Sein ursprünglicher Name bei Indienststellung war U 570, bei der Royal Navy trug es neben dem Namen die zusätzliche Ordnungsnummer P 715. Das U-Boot war das einzige deutsche U-Boot, das im Zweiten Weltkrieg auch von den Alliierten eingesetzt wurde.

## U 570
U 570 wurde am 21. Mai 1940 bei Blohm & Voss in Hamburg auf Kiel gelegt und unter dem Kommando von Kapitänleutnant Hans-Joachim Rahmlow am 15. Mai 1941 in Dienst gestellt. Danach gehörte das Boot für drei Monate zur Besatzungsausbildung der 3. U-Flottille in Kiel an, bevor es im August 1941 als fronttauglich nach Trondheim verlegt wurde. Am 23. August 1941 verließ das Boot Trondheim, um im Nordatlantik zu operieren und anschließend seine endgültige Basis in La Pallice im besetzten Frankreich anzulaufen.

## Die Erbeutung des U-Bootes

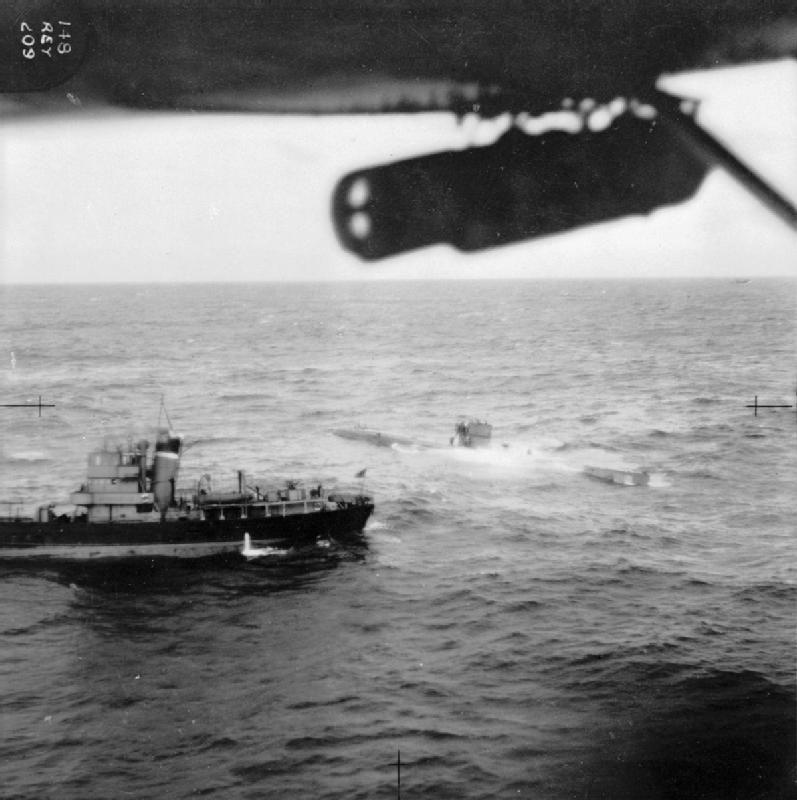
Luftfoto der Erbeutung

Nach vier Tagen auf See gegen 11 Uhr morgens entschied Rahmlow, das Boot in einer Position 62° 15′ N, 18° 35′ W südlich von Island auftauchen zu lassen, und ließ es zunächst auf Periskoptiefe bringen. Da die Kontrolle durch das Periskop keine Bedrohung zeigte, ließ Rahmlow das kaum noch Fahrt machende Boot vollständig auftauchen, fast direkt unter einer von Squadron Leader J. H. Thompson geflogenen Lockheed Hudson der britischen 269ten Staffel, die von Island gestartet war und sich auf Anti-U-Boot-Patrouille befand. Das Flugzeug hatte sich im blinden Fleck des Sehrohrs befunden und war aus diesem Grund nicht entdeckt worden. Thompson reagierte sofort auf die Gelegenheit und warf mehrere Wasserbomben rund um das Boot, wodurch es leicht beschädigt wurde. Der vollkommen unerwartete Angriff versetzte die unerfahrene U-Boot-Besatzung einschließlich ihres Kommandanten vermutlich in Panik. Bei seinem zweiten Anflug stellte Thompson angeblich fest, dass vom Turm des Bootes aus eine Weiße Fahne zum Zeichen der Aufgabe geschwenkt wurde (der deutsche Kommandant bestritt dies später). Thompson brach den Angriff – den ersten erfolgreichen Angriff einer Lockheed Hudson auf ein deutsches U-Boot überhaupt – ab und funkte seine Basis um weitere Anweisungen an. Er erhielt die Order, das Boot weiterhin zu bewachen, während man Schiffe an das havarierte U-Boot heranführen würde, was einige Stunden dauerte. Gegen Abend wurde Thompson, dessen Treibstoff zu Neige ging, von einem Catalina-Flugboot abgelöst. Zwölf Stunden nach dem erfolgreichen Angriff erreichte mit dem zum U-Boot-Jäger umgebauten Trawler Northern Star das erste alliierte Schiff das U-Boot. Das schlechte Wetter verhinderte jedoch eine Übernahme des deutschen Bootes, sodass man auf Verstärkung wartete. In der Nacht erreichten noch die Hilfs-U-Bootjäger Kingston Agate, Windermere und Wastwater und der Zerstörer Burwell das Gebiet. Zuletzt stieß auch noch der kanadische Zerstörer Niagara hinzu. Mit Hilfe von Rettungsbooten wurde das U-Boot schließlich von den Briten übernommen.
Aufgrund der langen Zeit zwischen dem Luftangriff und dem Eintreffen der Entermannschaft erbeuteten die Alliierten bei dieser Gelegenheit keinerlei Geheimmaterial. Die Besatzung von U 570 hatte alles vernichtet und die Enigma des Bootes über Bord geworfen. Daher bestand auch kein Grund, die Eroberung des Bootes wie die von U 110 geheim zu halten. Davon abgesehen hatte die deutsche Besatzung allerdings relativ wenig beschädigt, das Boot blieb einsatzfähig. Die Alliierten gewannen so aufschlussreiche Erkenntnisse über die technische Leistungsfähigkeit des meistgebauten deutschen U-Bootes. Dazu zählte insbesondere die unvermutet große Tauchtiefe, weshalb etwa die bisher auf maximal 153 m einstellbaren Zünder von Wasserbomben nunmehr auf bis 200 m korrigiert wurden.

### Nachspiel im Gefangenenlager
Im September wurden der I. Wachoffizier, der II. WO und der leitende Ingenieur von U 570 im britischen Gefangenenlager Grizedall Hall inhaftiert, wo sich zu diesem Zeitpunkt einige hundert Offiziere der Kriegsmarine und der Luftwaffe befanden. Den Insassen war der „Fall U 570“ aus britischen Zeitungen bekannt, und die drei Offiziere des Bootes wurden von ihren Mitinsassen geschnitten. Entgegen der Genfer Konvention stellte der ebenfalls dort inhaftierte und von dem britischen Lagerkommandanten mit der Lagerführung beauftragte Otto Kretschmer ohne Wissen der Wachmannschaft einen sogenannten „Ehrenrat“ aus Inhaftierten zusammen, der ermitteln sollte, inwieweit den drei Neuankömmlingen „Feigheit vor dem Feind“ vorgeworfen werden konnte und wie des Weiteren mit ihnen zu verfahren sei. Vom vorstehenden Vorwurf wurden zwar der II. WO und der L.I. freigesprochen, dem I. WO wies der „Ehrenrat“ im Zusammenhang mit dem Verlust von U 570 jedoch ehrenrühriges Verhalten nach und beschloss die Überstellung an ein Kriegsgericht, sobald die Invasion Großbritanniens erfolgreich abgeschlossen wäre. Im Anschluss daran schlug der junge Offizier vor, seine Ehre durch Selbstmord wiederherzustellen, was der „Ehrenrat“ als ungenügend ansah.
Einige Zeit später wurde den Insassen von Grizedall Hall bekannt, dass U 570 in den Hafen von Barrow-in-Furness geschleppt worden war. Nun fassten die Gefangenen den Plan, das Boot nachträglich zu versenken. Unter Miteinbeziehung vieler Insassen wurden zivile Kleidung und gefälschte Ausweise angefertigt. Gefangene, die Nordengland noch aus Friedenszeiten kannten, fertigten eine Landkarte an und beschrieben Bus- und Bahnverbindungen. Sogar eine Karte des Hafens von Barrow wurde erstellt. Während die Gefangenen einen lautstarken Liederabend veranstalteten, brach der I. WO aus Grizedall Hall aus und entkam. Er wurde von Angehörigen der British Home Guard gestellt, verhaftet und bei einem Fluchtversuch erschossen.
Der I. WO von U 570 wurde im Oktober 1941 in Grizedall Hall unter den begleitenden Worten eines britischen Militärpfarrers beigesetzt. Der Sarg war mit der britischen Kriegsflagge bedeckt und eine Ehrenwache schoss drei Salven, als er in das Grab gesenkt wurde.
Der Fall wurde schließlich durch die britischen Behörden untersucht. Kretschmer behauptete bei den Befragungen, von all dem nichts gewusst zu haben. Nachgewiesen werden konnte ihm seine Rolle in der Affäre nicht. Der Fall wurde jedoch auch in deutschen Kreisen bekannt und Hitler verlieh ihm im Januar 1942 die Schwerter zum Ritterkreuz des Eisernen Kreuzes mit Eichenlaub, obwohl bekannt war, dass er sich seit über zehn Monaten in britischer Kriegsgefangenschaft befand.
Der englische Autor James Follett hat diese Episode in seinem Roman U-700 verarbeitet.

## Von der Kriegsmarine zur Royal Navy
Das erbeutete U-Boot wurde zunächst nach Þorlákshöfn auf Island geschleppt und dort auf Grund gesetzt, um es provisorisch zu reparieren. Anschließend wurde es vom Zerstörer-Versorgungsschiff HMS Hecla nach Barrow-in-Furness geschleppt, um dort im Cavendish Dock durch Vickers Armstrong, die Werft, die die Mehrzahl der britischen U-Boote baute, vollständig repariert zu werden. Anschließend wurde es im Clyde Seetests unterzogen. Am 19. September 1941 wurde das U-Boot unter dem Befehl von Lt. Cdr. G. R. Calvin wieder in den Dienst einer kriegsführenden Marine, diesmal der Royal Navy, gestellt. Den größten Teil der Zeit wurde das Boot zwar zu Ausbildungszwecken eingesetzt, es unternahm jedoch auch mehrere Einsatzfahrten, die Mehrzahl als Sicherung von Konvois. Bei diesen Einsätzen führte das Boot gewöhnlich eine extragroße Flagge der Royal Navy.
Am 21. Oktober 1942 sichtete der Ausguck der HMS Graph in der Bucht von Biskaya das Schwesterboot U 333. Das deutsche Boot unter Kommando von Kapitän Peter-Erich Cremer befand sich nach einem Gefecht mit dem britischen Geleitzerstörer HMS Crocus schwer beschädigt auf dem Rückweg zur Basis. Die Turmwache entdeckte jedoch die Blasenspuren der vier von der HMS Graph abgeschossenen Torpedos so früh, dass U 333 ein Ausweichmanöver fahren konnte. Auf der HMS Graph hörte man nach den fälschlich für Einschläge gehaltenen Enddetonationen der Torpedos Verformungsgeräusche des beschädigten Bootskörpers von U 333 (das deutsche Boot war zweimal von der HMS Crocus gerammt worden), als dieses beschleunigt ablief, und hielt sie für ein Indiz für die Zerstörung.
Am 31. Dezember 1942 sichtete das Boot den deutschen Schweren Kreuzer Admiral Hipper, der sich nach der Schlacht in der Barentssee auf dem Rückweg zu seiner Basis im norwegischen Altafjord befand. Die HMS Graph konnte wegen der hohen Geschwindigkeit des Kreuzers nicht in Angriffsposition gelangen. Drei Stunden später wurden zwei deutsche Zerstörer gesichtet, von denen einer den anderen im Schlepp hatte. Die abgeschossenen Torpedos verfehlten jedoch ihr Ziel, auch wenn die Besatzung Explosionen hörte und ein Aufklärungsflugzeug am Morgen Ölflecken auf dem Meer fand.
Im Jahr 1943 wurde das Boot nochmals in Chatham überholt. Defekte, die aufgrund eines Mangels an Ersatzteilen nicht behoben werden konnten, führten dazu, dass das Boot zunächst als Reserve eingestuft und im Februar 1944 aus dem aktiven Dienst genommen wurde. Auf dem Weg zur Verschrottung lief das vom Schlepper HMS Allegiance geschleppte Boot am 20. März 1944 an der Westküste der schottischen Insel Islay auf Grund, nachdem die Schleppleine gerissen war. Das Wrack wurde 1947 geborgen und zerlegt, nachdem noch Tests von Wasserbomben an ihm unternommen worden waren.
Eine der Kriegsmarineflaggen von U 570 wurde dem Piloten des Flugzeugs, das das Boot zur Aufgabe zwang, als Trophäe überreicht. Sie befindet sich jetzt im Museum der Royal Air Force in Hendon.